# Leucania punctilinea
Leucania punctilinea là một loài bướm đêm trong họ Noctuidae.